# El Mir
El Mir és una masia de Santa Maria de Besora (Osona) inclosa a l'Inventari del Patrimoni Arquitectònic de Catalunya.

## Descripció
Masia de proporcions considerables, de planta quadrangular amb coberta de dues vessants. Té la façana principal orientada cap al sud, al davant d'una era. Al cos principal hi ha estat afegits un petit cobert a llevant i una casa orientada cap a Sud-est, residència dels antics masovers. A la façana principal es pot veure una gran arcada que forma l'entrada de la planta baixa i la galeria del primer pis. Per damunt d'aquesta, al nivell del tercer pis o golfes, hi ha una petita galeria de dues arcades. La resta d'obertures són de petites dimensions i es troben a nivells diferents. L'estructura interna respon a les necessitats de pagès: estables a baix i residència a dalt.

## Història
Masia construïda al segle xvii (1628), amb reformes i afegits en els segles XVIII, XIX (1856) i XX (1961). Hi ha notícies del Mir al segle xiii, i se sap que els seus habitants exercien de veguers del senyor del terme de Besora. Ha estat, doncs, des dels seus orígens, una de les cases de pagès més importants del terme. Actualment els seus propietaris duuen encara el nom de la casa. És digne de menció la cabana que delimita l'era per la part de ponent. El seu estat de conservació és bo.